# حسام عاطف بدران
حسام عاطف بدران - أبو عماد (1966 -) ناشط سياسي فلسطيني وقيادي في حركة المقاومة الإسلامية "حماس" وناطق باسمها. عُيّن في عام 2017 رئيس مكتب العلاقات الوطنية لحركة حماس، و عضو المكتب السياسي لحركة حماس. أسير فلسطيني محرر في صفقة وفاء الأحرار ومبعد إلى قطر .

## ولادته وتعليمه
ولد في مخيم عسكر القديم بنابلس في11 يناير 1966 واصله من مدينة اللد المحتلة، متزوج وله 3 أطفال. حصل على درجة البكالوريوس، وقبل اعتقاله عمل مدرساً لمادة التاريخ، ثم حصل على الماجستير في التاريخ من جامعة النجاح الوطنية.

## مؤلفاته
له العديد من المؤلفات التي كتبها داخل السجن منها :
- كتيبة الشمال
- لافتات على طريق المقاومة
- خطب تحت الحراب
- مواعظ في القيد

بالإضافة إلى عشرات المقالات.

## في حماس
التحق بجماعة الإخوان المسلمين بداية ثمانينيات القرن الماضي، وشارك في نشاطاتها المختلفة، ونشط في العمل الطلابي الإسلامي في المرحلة الثانوية، وانتمى للكتلة الإسلامية في جامعة النجاح وأصبح أحد قادتها منذ عام 1985، وانخرط في صفوف حركة حماس فور تأسيسها، وشارك في تنفيذ فعالياتها، ونَشِط داخلها في المجالات المختلفة التربوية والثقافية والتنظيمية والإدارية والإعلامية، وأشرف على إعادة تأسيس الكتلة الإسلامية في جامعة النجاح عام 1991، وتولى مسؤولية حركة حماس في شمال الضفة بين عامي (1993-1994)، وعمل في الجناح العسكري لحركة حماس، واتهمه الاحتلال الاسرائيلي بقيادة كتائب القسام في شمال الضفة الغربية بين عامي (2000-2002).

## في سجون الاحتلال الإسرائيلي
وتعرض أكثر من 5 مرات للاعتقال لدى قوات الاحتلال الإسرائيلي، فكان اعتقاله الأول عام 1990، ثمَّ توالت اعتقالاته ، حتى قضى حوالي 14 عام في سجون الاحتلال الصهيوني. وقد تعرض لمحاولة اغتيال أثناء اعتقاله الأخير في منطقة النصارية في الأغوار في الضفة الغربية في 18 أبريل 2002، وخضع للتحقيق لمدة أربعة أشهر، وحكم عليه بالسجن مدة ثمانية عشر عامًا، ومنع الاحتلال زوجته من زيارته طيلة فترة اعتقاله وكان له نشاط في السجن، وكان عضو الهيئة القيادية العليا لأسرى حماس في السجون الصهيونية. ، وأفرج عنه من سجون الاحتلال في إطار صفقة وفاء الأحرار عام 2011 وأبعد إلى سوريا، ثم انتقل للعيش في قطر.

## الاحتلال يحرق منزله
أحرق منزله بشكل كامل في اجتياح الاحتلال لمنزله بالعام 2002.

## محاولة إغتياله
من خلال عدة اعتقالات تعرض لمحاولة اغتيال عند اعتقاله في 18-4-2002 وذلك بتهمة قيادته لكتائب القسام في شمال الضفة الغربية.

## روابط خارجية
- مقابلة مع حسام بدران عن التهدئة غير المشروطة في غزة على يوتيوب، قناة الجزيرة مباشر، 2014.
- حسام بدران يؤكد أسر الجندي الاسرائيلي ويوجه رساله بالعبرية على يوتيوب ، القناة التاسعة، 2014.